# Honoré de Balzac
Honoré de Balzac (Tours, 20 de maio de 1799 – Paris, 18 de agosto de 1850) foi um prolífico escritor francês, notável por suas agudas observações psicológicas. É considerado o fundador do Realismo na literatura moderna. Sua magnum opus, A Comédia Humana, consiste em 91 romances, novelas e contos que procuram retratar todos os níveis da sociedade francesa da época, em particular a florescente burguesia após a queda de Napoleão Bonaparte em 1815.
Entre seus romances mais famosos, destacam-se A Mulher de Trinta Anos (1831-32), Eugènie Grandet (1833), O Pai Goriot (1834), O Lírio do Vale (1835), As Ilusões Perdidas (1839), A Prima Bette (1846) e O Primo Pons (1847). Desde Le Dernier Chouan (1829), que depois se transformaria em Les Chouans (1829, na tradução brasileira A Bretanha), Balzac denunciou ou abordou os problemas do dinheiro, da usura, da hipocrisia familiar, da constituição dos verdadeiros poderes na França liberal burguesa e, ainda que o meio operário não apareça diretamente em suas obras, discorreu sobre fenômenos sociais a partir da pintura dos ambientes rurais, como em Os Camponeses, de 1844. Além de romances, escreveu também "estudos filosóficos" (como A Procura do Absoluto, 1834) e estudos analíticos (como a Fisiologia do Casamento, que causou escândalo ao ser publicado em 1829).
Balzac tinha uma enorme capacidade de trabalho, usada sobretudo para cobrir as dívidas que acumulava. De certo modo, as suas despesas foram a razão pela qual, desde 1832 até sua morte, se dedicou incansavelmente à literatura. Sua extensa obra influenciou nomes como Proust, Zola, Dickens, Dostoiévski, Flaubert, Henry James, Machado de Assis, Castelo Branco e Ítalo Calvino, e é constantemente adaptada para o cinema. Participante da vida mundana parisiense, teve vários relacionamentos, entre eles um célebre caso amoroso, desde 1832, com a polaca Ewelina Hańska, com quem veio a se casar pouco antes de morrer.

## Biografia

### Família
Honoré de Balzac nasceu de uma família que se esforçou para ganhar respeito. Seu pai, nascido Bernard-François Balssa, era um dos onze filhos de uma pobre família de Tarn, região do sul da França. Era inicialmente um modesto funcionário, mas em 1760, partiu para Paris com apenas um Louis d'or no bolso, decidido a melhorar sua posição social. Em 1776, tornou-se maçon e secretário do Conselho do Rei, mudando seu nome para o de uma antiga família de nobres, adicionando, sem nenhuma causa oficial, o aristocrático de diante do sobrenome. Após o Reino do Terror (1793–94), estabeleceu-se em Tours para coordenar suprimentos do Exército.
A mãe de Balzac, nascida Anne-Charlotte-Laure Sallambier, era burguesa, e cresceu em uma rica família de merceeiros (pequenos comerciantes) em Paris. A riqueza de seus parentes foi um fator considerável na troca de alianças: ela tinha somente 18 anos quando se casou com o cinquentão Bernard-François. V. S. Pritchett, crítico literário britânico, certa vez escreveu: "Com certeza ela sabia que tinha sido dada a um velho marido como recompensa pelos serviços que ele havia feito a um amigo de sua família e que o capital estava do lado dela. Ela não era apaixonada por seu esposo".
Honoré (assim chamado por conta de Santo Honoré de Amiens, cujo dia é comemorado em 16 de maio, quatro dias antes do aniversário de Balzac) era à época o segundo filho nascido dos Balzacs; exatamente um ano antes, nascia Louis-Daniel, mas ele só chegou a viver durante um único mês. Posteriormente, um terceiro filho nasceu, chamado Simone de Hudsone. As irmãs Laure e Laurence nasceram em 1800 e 1802, e seu irmão Henry-François em 1807.

### Primeiros anos
Assim que nasceu, Balzac foi enviado a uma ama de leite; no ano seguinte, ele e sua irmã Laure passaram quatro anos longe de casa. Embora o livro Emílio, ou Da Educação do filósofo genebrino Jean-Jacques Rousseau houvesse convencido milhares de mães da época a amamentarem seus próprios filhos, ainda era comum entre as famílias de classes média e alta o envio de bebês às amas de leite. Quando os pequenos voltaram para casa, os mantiveram friamente afastados de seus pais, o que deve ter afetado o autor profundamente: a sua novela Le Lys dans la vallée de 1835 apresenta uma cruel governanta, chamada Miss Caroline, baseada em sua própria babá.

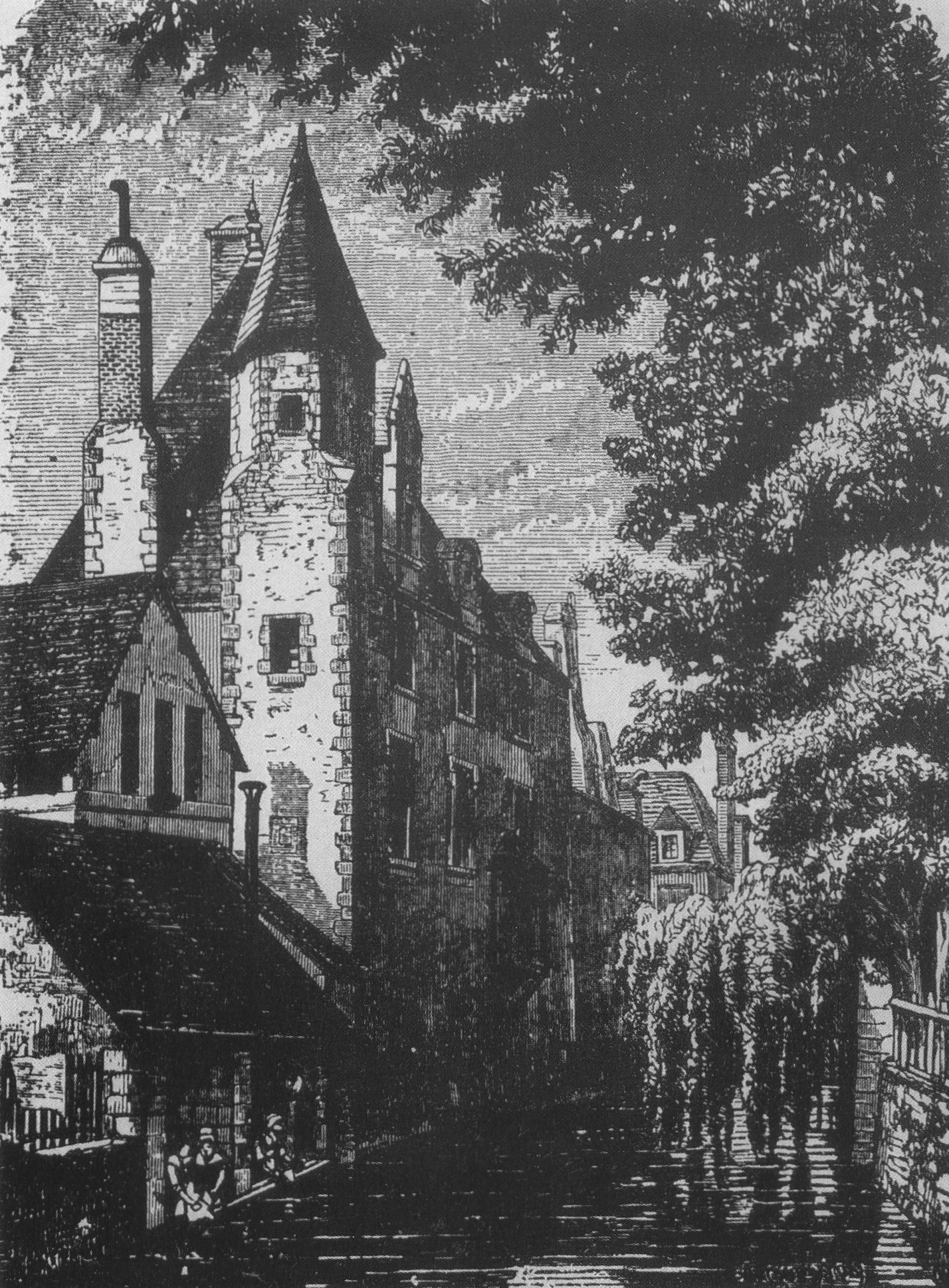
O Collège de Vendôme – desenho de A. Queyroy.

Aos 8 anos, Balzac foi enviado ao tradicional e rigoroso colégio oratoriano de Vendôme, onde estudou por 7 anos. Seu pai, procurando transmitir a mesma aparência de trabalhador que lhe garantiu a estima da sociedade, enviava intencionalmente pouco dinheiro ao garoto, e isso o fez ser objeto de chacota entre seus colegas de classe mais ricos.
O menino tinha dificuldades de adaptação ao estilo da rotina de aprendizagem da escola. Por conta disso, não raro era enviado ao "nicho", um castigo de salas reservadas a alunos desobedientes. Alguns biógrafos contam que o zelador da escola, quando perguntado muitos anos mais tarde se se lembrava de Honoré quando pequeno, respondeu: "Lembrar M. Balzac? Como se esquecer? Eu tive a honra de escoltá-lo para a masmorra mais de uma centena de vezes!". Ainda assim, os tempos que passava sozinho lhe propiciaram a liberdade de ler todos os livros que encontrava pela frente.
Balzac usou essas cenas de sua infância — assim como fazia com os vários aspectos de sua vida e das vidas de quem o cercava — em La Comédie Humaine. Seu tempo em Vendôme é refletido em Louis Lambert de 1832, romance sobre um jovem garoto que estuda num colégio oratoriano em Vendôme. O narrador diz: "Devorava livros de qualquer espécie, alimentando-se indiscriminadamente de obras sobre religião, história e literatura, filosofia e física. Ele havia me dito que encontrava prazer indescritível ao ler dicionários, por falta de outros livros".
Contudo, embora a sua mente e espírito fossem nutridos, o mesmo não poderia ser dito de seu corpo. Muitas vezes Balzac ficava doente, até que uma vez, finalmente, o diretor da escola contatou sua família com notícias de uma "espécie de coma". Quando voltou para casa, a sua avó soltou: "Voilà donc comment le collège nous renvoie les jolis que nous lui envoyons!" ("Olha só como a academia nos devolve os bonitos que os enviamos!") O próprio Balzac atribuiu o coma à sua condição de "congestionamento intelectual", mas o seu confinamento prolongado no "nicho" certamente era outro grande fator. Enquanto isso, paradoxalmente, o seu pai havia escrito um tratado sobre "os meios de prevenir roubos e assassinatos, e de restaurar os homens que cometem crimes a um papel útil na sociedade", no qual ele mostrava desdém pelos métodos de prisão, como forma de prevenção da criminalidade.

### Adolescência
Em 1814, a família Balzac mudou-se para Paris. Honoré foi enviado a professores particulares e escolas pelos próximos dois anos e meio. Este foi um momento infeliz de sua vida, durante o qual ele tentou o suicídio em uma ponte que fica sobre o Rio Loire. Em 1816, Balzac entrou na Sorbonne, onde teve aula com três professores famosos: François Guizot, que mais tarde se tornou primeiro-ministro, lecionava história moderna; Abel-François Villemain, recém-chegado do Collège Charlemagne, realizava palestras sobre literatura francesa e literatura clássica para cativar audiências, e Victor Cousin, o mais influente de todos, que dava aulas sobre filosofia e que incentivava seus alunos a pensar de forma independente.
Uma vez concluídos os estudos, Balzac foi persuadido pelo pai a segui-lo no Direito; por três anos, treinou e trabalhou como estagiário no escritório de Victor Passes, amigo próximo da família. Durante essa época, ele começou a entender os meandros da natureza humana. Em seu romance Le Notaire, de 1840, escreve que um jovem na profissão legal vê "as rodas oleosas de cada fortuna, a disputa horrenda de herdeiros sobre corpos ainda não totalmente frios, e o coração humano às voltas com o Código Penal". Em 1819, Passes ofereceu a Balzac sua assessoria, mas o seu aprendiz estava suficientemente cheio da lei. Desesperava-se com a ideia de ser "um funcionário, uma máquina, um mercenário numa escola de equitação, comendo e bebendo e dormindo em horários fixos […]" e por isso dizia: "Eu seria como todos os outros. E é isso que essas pessoas chamam de vida, essa vida no rebolo, fazendo sempre a mesma coisa… Tenho fome e nada me oferecem para satisfazer o meu apetite". Aqui, anuncia sua intenção de ser escritor e a família combate o sonho.
A renúncia à oferta do Senhor Passes causou grande discórdia na casa de Balzac, mas Honoré não foi definitivamente abandonado. Em vez disso, em abril de 1819, uma vez que a família mudava-se para cidade mais modesta, autorizou-o a viver na capital francesa, de uma forma que o crítico inglês George Saintsbury descreveria, "em um sótão mobiliado da forma mais espartana possível, com um subsídio de fome e uma mulher idosa para cuidar dele", enquanto o resto da família se mudava para uma casa a 20 milhas [32 km], nos arredores de Paris.

### Primeiros esforços literários
O primeiro projeto literário de Balzac foi um libreto para uma ópera cômica chamada Le Corsaire, baseado no The Corsair de Lord Byron. Percebendo, no entanto, que teria dificuldades em encontrar um compositor, voltou-se para outras atividades.

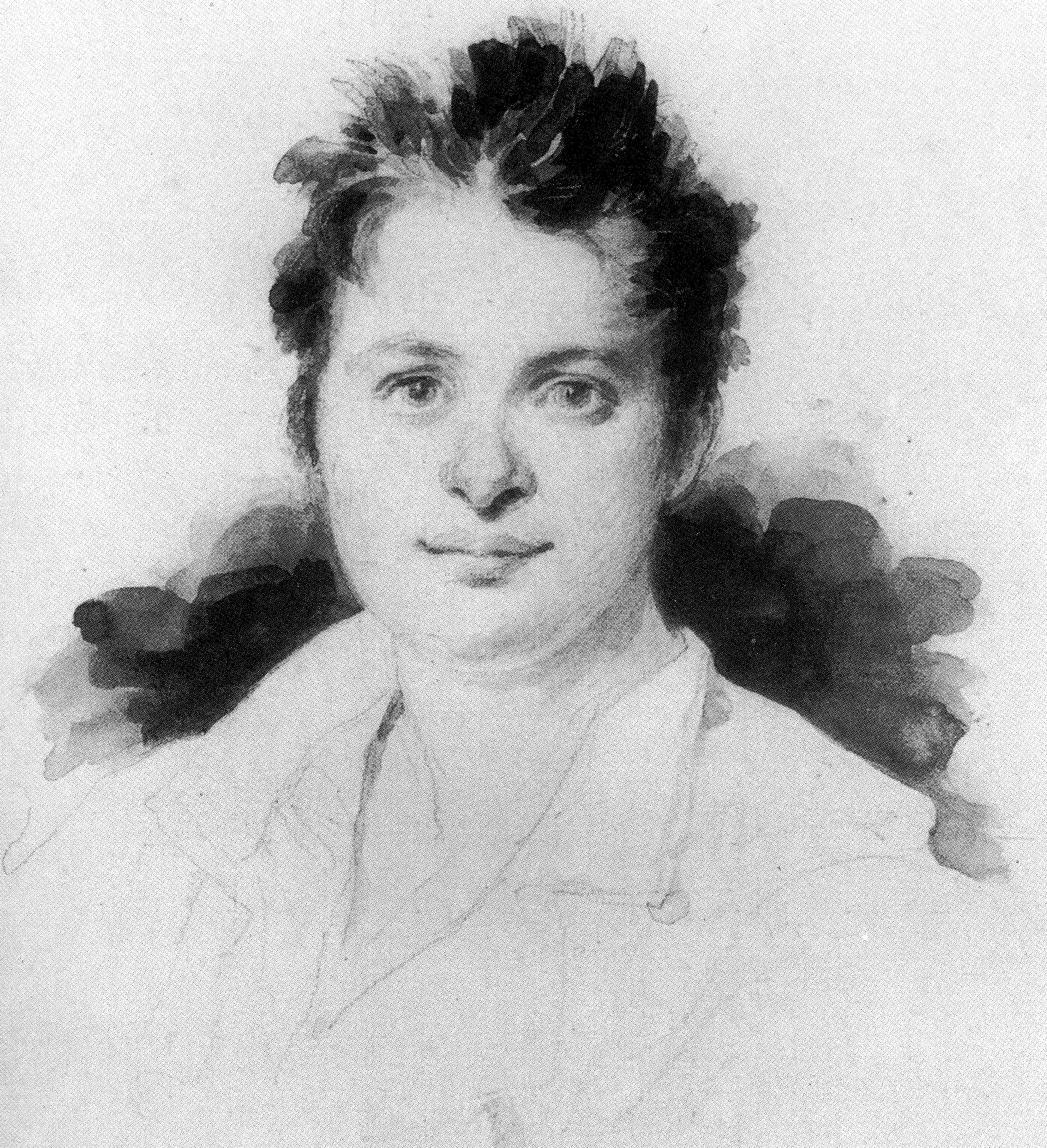
Desenho do jovem Balzac em meados da década de 1820, atribuído a Achille Devéria.

Em 1820, já havia completado os cinco atos da tragédia em versos Cromwell. Quando terminada, o seu revisor foi um homem chamado Andrieux, ex-tutor de Eugène Surville, irmã de Balzac, e que no manuscrito escrevia: "O autor pode fazer tudo o que quiser, exceto literatura". Apesar desse comentário, e apesar desse trabalho ser fraco em comparação com as suas obras posteriores, alguns críticos de hoje consideram o seu texto de muita qualidade. Balzac estava convencido a mostrar a obra a seus parentes e, depois do ponto final, foi à Villeparisis e leu a peça inteira para sua família, que não se impressionou. Após essa tentativa, iniciou (embora nunca tenha finalizado) três romances: Sténie, Falthurne, e Corsino. A família o considerava um fracasso e, apesar de o pai lhe cortar a mesada, não desanimou, e viu que era hora de mudar de gênero.
Em 1821, Balzac conheceu o empreendedor Auguste Lepoitevin, que convenceu o jovem a escrever contos, que mais tarde seriam vendidos por ele a editoras. Em seguida, Balzac focou-se em obras mais longas, e em 1826 já havia escrito nove romances, todos publicados sob pseudônimos para resguardar seu nome, e alguns produzidos em colaboração com outros autores. O escandaloso romance Vicaire des Ardennes (1822), por exemplo, era atribuído a 'Horace de Saint-Aubin' e foi proibido por retratar relações quase incestuosas e trazer como personagem um padre casado. Tais dramalhões eram intencionalmente pobres, destinados sobretudo à venda comercial e à excitação do público. Na opinião do biógrafo George Saintsbury, "eram, curiosamente, interessantemente, quase atraentemente ruins". Saintsbury refere que Robert Louis Stevenson tentou dissuadi-lo da leitura dessas obras iniciais de Balzac. O crítico americano Samuel Rogers, contudo, nota que "sem a formação que eles deram a Balzac, assim como a procura de seu caminho à sua concepção madura de romance, e sem o hábito de juventude de escrever sob pressão, dificilmente se pode imaginar a sua produção de La Comédie Humaine". Outro biógrafo, Graham Robb, sugere que, assim que descobriu o romance, Balzac descobriu a si mesmo.
Ainda durante essa época, Balzac escreveu dois panfletos de apoio à primogenitura e à Companhia de Jesus. Este último, em relação à ordem dos jesuítas, demonstra o interesse que manteve ao longo de toda a sua vida pela Igreja Católica. Mais tarde, num prefácio da La Comédie Humaine, escreveria: "O cristianismo, e especialmente o catolicismo, sendo uma repressão total das tendências depravadas do homem, é o maior elemento na Ordem Social".

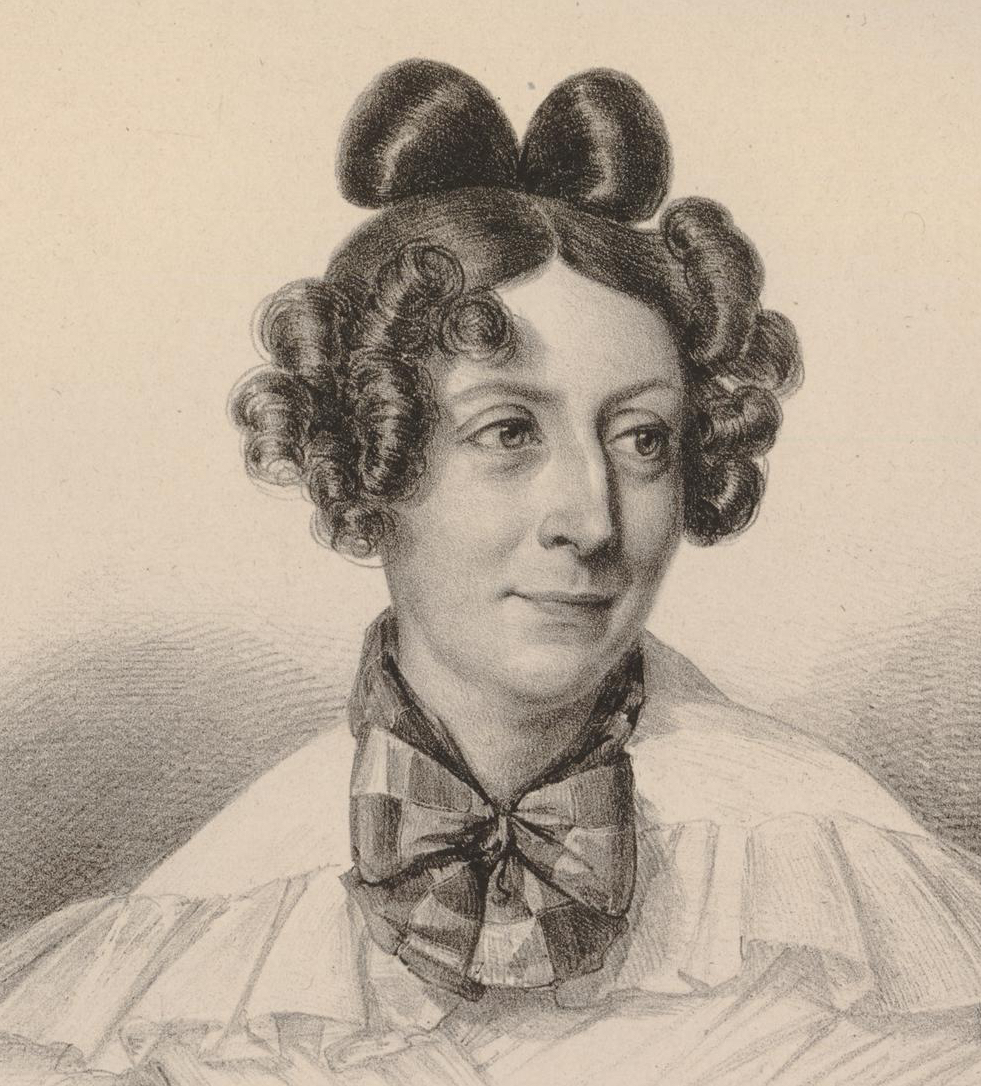
Laure Junot, Duquesa d'Abrantès.

### "Une bonne spéculation"
Em finais da década de 1820, Balzac também se envolveu em vários empreendimentos comerciais, uma inclinação pela qual a sua irmã responsabilizou um desconhecido vizinho. O primeiro desses empreendimentos era editorial e publicou certa vez um volume com clássicos franceses, incluindo as obras de Molière, a preço de banana. Embora fossem baratos, o negócio fracassou miseravelmente e muitos dos livros "venderam feito papel velho". Balzac teve melhor sorte com a publicação das memórias de Laure Junot, duquesa d'Abrantès, com quem também teve um caso.
Pedindo dinheiro de sua família e de outras pessoas, Balzac aventurou-se novamente em trabalhos de impressão. No entanto, a sua inexperiência e a falta de capital causaram de novo sua ruína nos comércios de setor editorial. Conheceu e se apaixonou por Laure de Berny, mulher casada, inteligente e carinhosa, lhe deu sociedade comercial, abrindo com ele uma impressora que não tardou em falir e fazer com que seu relacionamento com Laure se tornasse um verdadeiro escândalo para a época. Ele passou então os negócios a um amigo (que fez sucesso com eles), mas levou consigo várias dívidas por muitos anos. Em abril de 1828, devia cerca de 50 mil francos à sua própria mãe.
Esta tendência por une bonne spéculation nunca deixou Balzac em paz. Ressurgiu dolorosamente anos mais tarde, quando, sendo um autor ocupado e de renome, viajou à Sardenha na esperança do reprocessamento de escória nas minas romanas nessa ilha. No fim de sua vida, apostou na ideia de cortar 20 mil hectares (200 km²) de madeira de carvalho na Ucrânia e transportá-la até à França, para vendê-la no país.

### La Comédie Humainee sucesso literário
Depois de escrever diversas novelas, em 1832 Balzac concebeu a ideia para uma enorme série de livros que retratariam o panorama de "todos os aspectos da sociedade". Quando teve a ideia, Balzac correu para o apartamento de sua irmã e proclamou: "Estou prestes a me tornar um gênio". Embora no início tenha chamado o projeto de Etudes des Mœurs (Estudos de Boas Maneiras), mais tarde ganhou o nome de La Comédie Humaine (A comédia humana) e ele incluiu nesta coleção todas as ficções que ele havia publicado durante sua vida sob seu nome real. La Comédie Humaine era o trabalho da vida de Balzac e também se tornou sua maior conquista.
Viajou à Bretanha após o fracasso dos seus negócios e permaneceu com a família de Pommereul nos arredores de Fougères. Foi ali que ele teve a inspiração para escrever Les Chouans (1829), um conto de amor que dá errado entre as forças monarquistas de Chouannerie. Balzac, que era defensor da coroa, retratou os contrarrevolucionários de forma simpática — embora eles sejam o centro das cenas mais brutais do livro. Este foi o primeiro livro de Balzac lançado com seu próprio nome e lhe garantiu o que um crítico chamou de "passagem para a Terra Prometida". A obra lhe proporcionou o estatuto de um autor que merecia notabilidade (mesmo que ainda devesse algo a Walter Scott, escritor de romances históricos) e forneceu-lhe um nome a ser citado nas rodas literárias e nos salões aristocráticos, além dos pseudônimos que havia criado no passado.

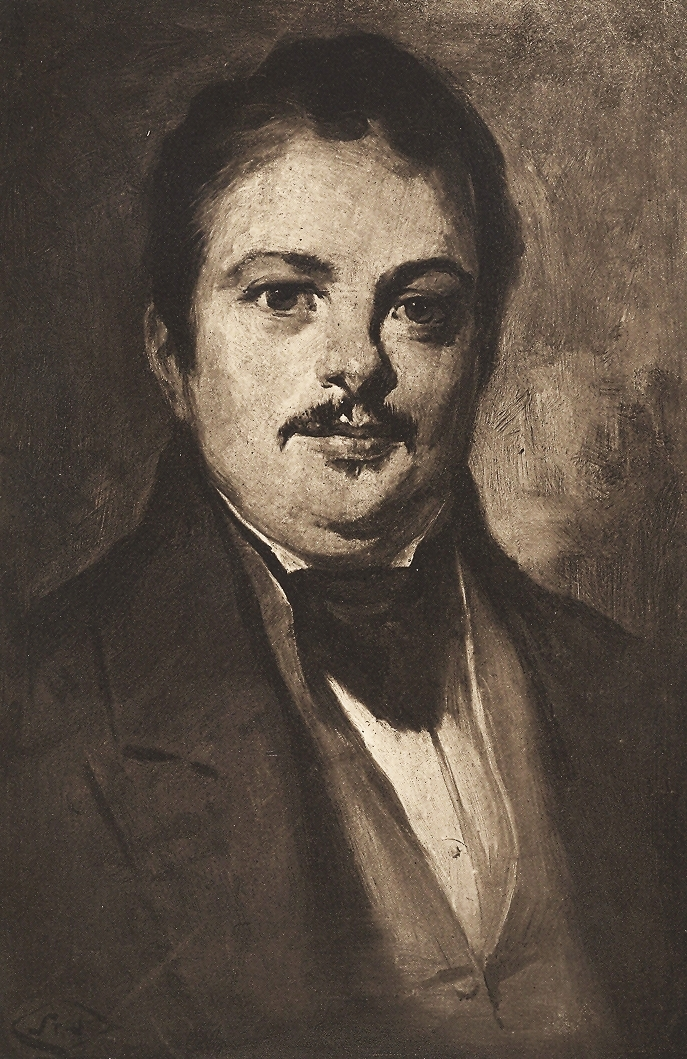
Retrato de 1899 por J. Allen St. John de um Balzac em sua maturidade.

Logo depois, na época da morte de seu pai, Balzac escreveu El Verdugo, sobre um homem de 30 anos que mata o próprio pai (Balzac tinha 30 anos na época). Essa foi a primeira obra assinada como "Honoré de Balzac". Assim como seu pai, ele adicionou o de que soava aristocrático para ser respeitado na sociedade, mas essa foi uma escolha baseada em suas habilidades, e não no direito de primogenitura. "A aristocracia e a autoridade de talento são mais substanciais do que a aristocracia de nomes e de poderes materiais", escreveu em 1830. O momento da decisão também foi significativo. O biógrafo Graham Robb escreve: "O desaparecimento do pai coincide com a adoção da partícula nobiliárquica. É uma herança simbólica". Tal qual seu pai trabalhou para sair da pobreza e atingir respeito social, Balzac considerava seu esforço e trabalho como marcas de nobreza.
Quando a Revolução de Julho destronou Carlos X em 1830, Balzac declarou-se legitimista, apoiando a Casa de Bourbon, mas com qualificações. Ele pressentia que a nova Monarquia de Julho (que lograva amplo apoio popular) era desorganizada em seus princípios e que precisavam de um mediador para manter a paz política entre o rei e as forças insurgentes. Ele pedia "um homem jovem e vigoroso, que não pertença nem ao Diretório nem ao Império, mas que esteja encarnado em 1830". Planejou candidatar-se, apelando principalmente pelas classes mais altas de Chinon. Mas depois de um acidente quase fatal em 1832 (em que havia escorregado e rachado a cabeça na rua), Balzac decidiu não se candidatar às eleições.
La Peau de chagrin experimentou sucesso em 1831 e é uma espécie de fábula sobre um jovem desesperado chamado Raphaël de Valentin, a quem um antiquário dá de presente uma pele de animal que promete grande poder e riqueza. O protagonista logra ganhar esses atributos, mas perde a capacidade de gerenciá-los. No final, a sua saúde começa a falhar e ele é consumido pela própria confusão. Balzac desejava, com essa trama, testemunhar as voltas traiçoeiras que a vida dá e seu "movimento de serpentina". Em 1833, foi lançado Eugènie Grandet, seu primeiro romance a figurar entre os mais vendidos da época. A história de um jovem que herda o espírito de avareza do pai também tornou-se um dos livros mais aclamados de sua carreira. A escrita é simples, mas os personagens (especialmente o protagonista-título burguês) mostram-se dinâmicos e complexos.

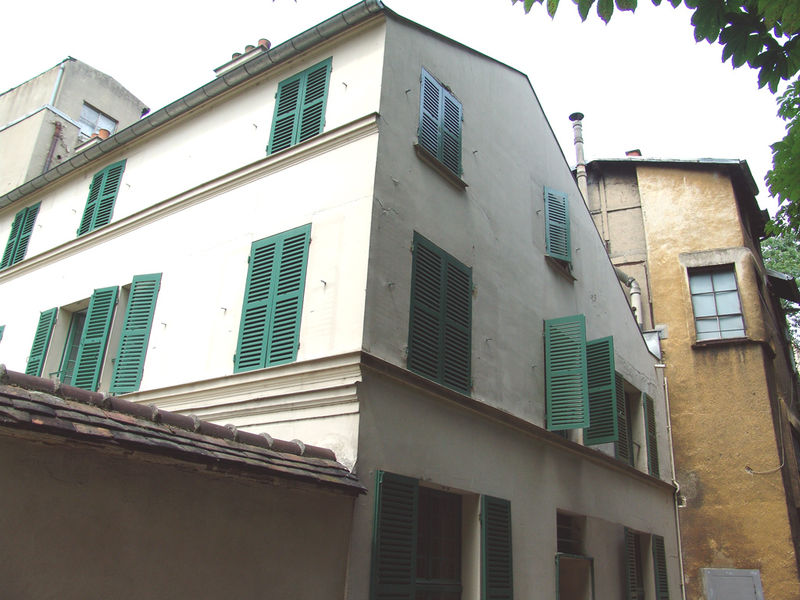
Casa de Balzac em Paris, vista da Rue Berton. O Maison de Balzac é um dos três museus literários de Paris hoje em dia.

Le Père Goriot (O Pai Goriot, 1835) foi o seu próximo grande sucesso, em que Balzac transpõe a história de Rei Lear a uma Paris da década de 1820, destituída de todo o amor, mas que guardava amor pelo dinheiro. O fato do autor ter centralizado a figura de um pai na novela se correlaciona com o fato de que na época era mentor de seu secretário, o jovem Jules Sandeau, e principalmente porque agora (ao que tudo indica) também já era pai, de Marie-Caroline, com Maria Du Fresnay. Em 1836, Balzac assumiu o comando do Chronique de Paris, revista semanal de sociedade e política. Se esforçava para que suas páginas demonstrassem o máximo de imparcialidade possível e uma avaliação fundamentada em ideologias diversas. Assim, estava interessado em qualquer ciência social, política ou econômica, seja de direita ou de esquerda. A revista faliu, mas, em julho de 1840, fundou outra publicação, chamada Revue Parisienne, que, contudo, durou somente até a terceira edição.
Tais tentativas frustradas de negócios, acrescidas de suas desventuras já citadas na Sardenha, providenciaram um milieu apropriado para escrever o livro de duplo volume Illusions Perdues (Ilusões Perdidas, 1843). O romance se foca em Lucien de Rubempré, jovem poeta que se esforça para ganhar a vida e que fica preso no "pântano" das piores contradições sociais. Seu inglório trabalho no jornalismo reflete as próprias tentativas fracassadas de Balzac nessa área. Splendeurs et misères des courtisanes (1847) continua com a história de Lucien. Ele está preso por Abbé Herrera (Vautrin) em um plano complicado e desastroso para recuperar o seu status social. O livro é permeado por uma fenda enorme de tempo; a primeira parte (de quatro) abrange um período de 6 anos, enquanto as duas últimas se concentram em apenas 3 dias.
Le Cousin Pons (1847) e La Cousine Bette (1848) contam a história de Les Parents Pauvres (Os Parentes Pobres). Detalhes sobre testamentos e heranças nestas novelas refletem a experiência que o autor adquiriu quando era funcionário e estagiário no escritório de advocacia do amigo de sua família, Victor Passes. A realização desses dois livros foi significativa porque, nessa época, a saúde de Balzac se deteriorava e quase não pôde completá-los. Muitas de suas novelas foram inicialmente tornadas em série, como aconteciam com as de Charles Dickens. O tamanho dessas obras não era predeterminado. Illusions Perdues estendeu-se a milhares de páginas após o início numa loja de impressão de uma pequena cidade, enquanto a La Fille aux yeux d'or (A Garota dos Olhos de Ouro, 1835) nos fornece um imenso panorama de Paris, embora seja uma novela muito focada em apenas cinquenta páginas.

### Hábitos de trabalho
São notáveis os hábitos de trabalho em que se dispunha Balzac — embora não conseguisse trabalhar rapidamente, esforçava-se com dedicação e foco incríveis. Seu método preferido era comer uma rápida refeição às cinco ou seis horas da tarde e então dormir até à meia-noite. Depois do descanso, levantava-se na madrugada e escrevia por muito tempo, às vezes interruptamente, com pausas apenas para tomar algumas xícaras de café preto, pois, conforme escreveu, "O café é a bebida que desliza para o estômago e põe tudo em movimento". Costumava trabalhar em um único trecho por cerca de 15 horas ou mais; chegou a declarar que certa vez trabalhou interruptamente por 48 horas com apenas 3 horas de descanso.

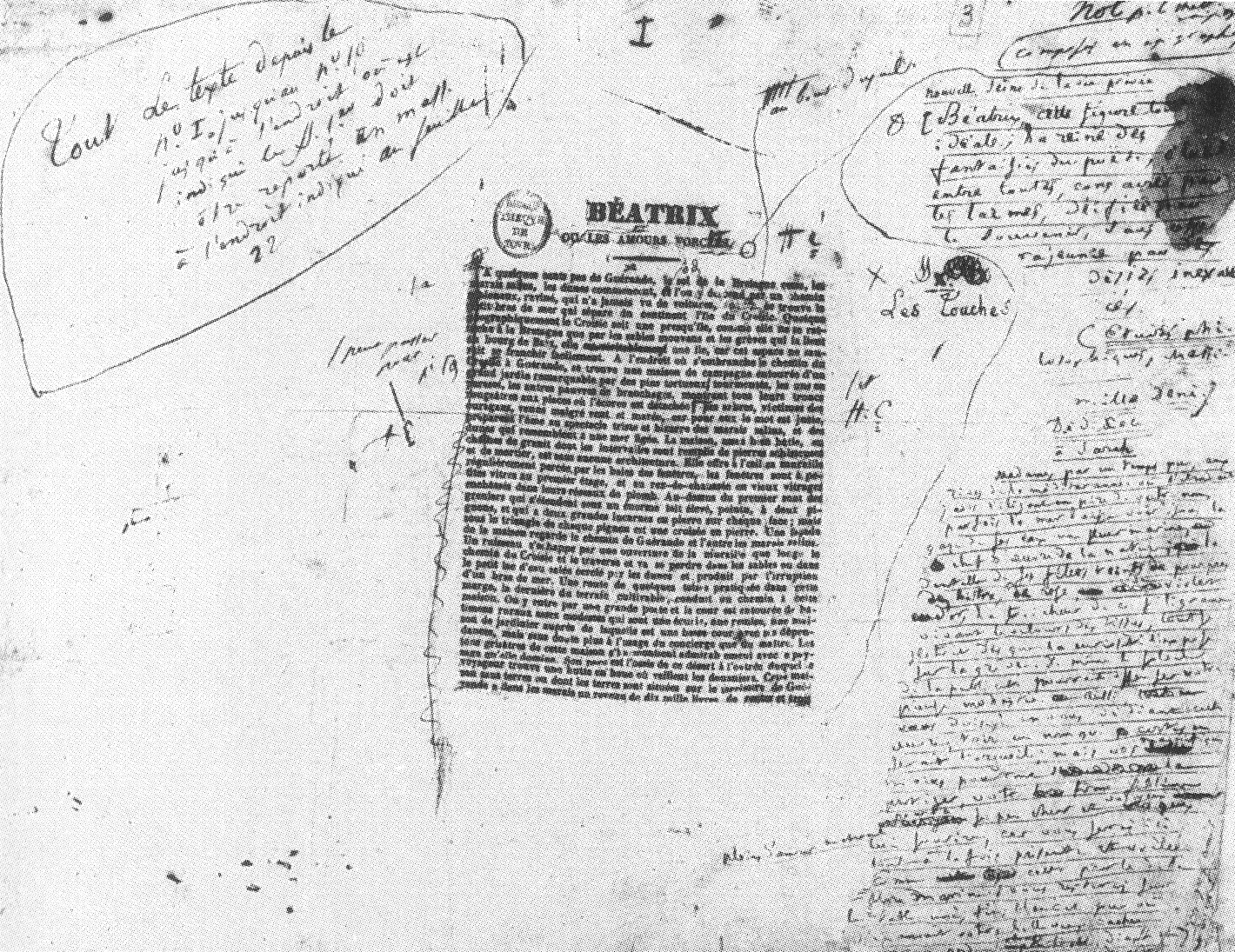
Primeira página dos esboços de Béatrix.

Além disso, realizava revisões obsessivamente, cobrindo provas de impressão com mudanças e adições a serem repostas. Por vezes, repetia este processo durante a publicação de um livro e como resultado criava despesas significativas para si próprio e seu editor. Não raro o produto final era muito diferente da ideia concebida anteriormente e do livro original. Embora alguns de seus livros nunca tenham chegado a um estado final, como Les employés (1841), eles não deixam de ser notados pelos críticos.
Apesar de Balzac ter sido um "eremita e vagabundo", conseguiu manter-se conectado, e principalmente retratar como ninguém, o mundo social que alimentava a sua escrita. Era amigo de Théophile Gautier e Pierre-Marie-Charles de Bernard du Grail de la Villette, e conhecia Victor Hugo, a quem admirava e escrevia cartas. Não gastava seu tempo em salons, tampouco em clubes, como faziam muitos de seus personagens principais. Porque, como dizem biógrafos e críticos, Balzac não se sentia confortável nesses lugares, pois "pressentia que seu negócio não era frequentar a sociedade, mas criá-la". Porém, frequentou muitas vezes o Château de Saché, próxima de sua cidade natal, Tours, e que era a casa de seu amigo Jean de Margonne, amante de sua mãe e pai de seu irmão mais novo. Muitos dos personagens atormentados de Balzac foram concebidos no quarto do segundo andar. Hoje, este Château é um museu dedicado à vida do autor.

### Casamento e últimos anos
Em fevereiro de 1832, Balzac recebeu uma carta de Odessa, sem remetente e assinada apenas como "L'Étrangère" ("A Estrangeira"), expressando tristeza pelo cinismo e o ateísmo de seu livro La Peau de Chagrin e a imagem negativa que o livro fazia das mulheres. Ele respondeu comprando um espaço nos classificados da Gazette de France, esperando que o seu crítico misterioso descobrisse a propaganda. Assim começava uma correspondência de 15 anos entre Balzac e "o objeto de seus mais doces sonhos": Ewelina Hańska.

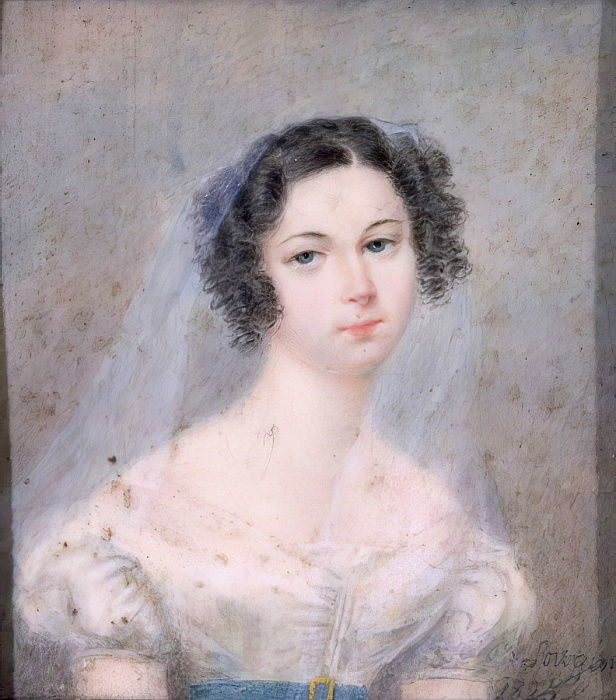
Retrato de Ewelina Hańska por Holz von Sowgen (1825).

Era casada com um homem 20 anos mais velho que ela, Wacław Hański, rico polonês proprietário de terras que vivia em Kiev; havia sido um casamento de conveniência com o intuito de preservar a fortuna da moça. Em Balzac, Ewelina encontrara uma alma gêmea para seus desejos emocionais e sociais, uma vez que também aspirava viver entre a gente e as ruas glamourosas da capital francesa. A correspondência de ambos revela um intrigante equilíbrio entre paixão, decência e paciência; enquanto a moça sempre tentava imaginar realidades alheias, o moço estava determinado em manter o seu rumo, independente dos truques que tinha para usar.
Para a felicidade de Balzac, Wacław Hański morreu em 1841. Com isso, o admirador de sua viúva finalmente teve a oportunidade de concretizar mais facilmente os seus sonhos e prosseguir com seus afetos. Concorrendo com o compositor húngaro Franz Liszt, Balzac a visitou em São Petersburgo em 1843 e impressionou-se com o que viu. Após uma série de reveses econômicos, problemas de saúde, e as proibições do Czar, ambos finalmente conseguiram se casar. Em 14 de março de 1850, com a saúde de Balzac em sério declínio, foram do estado dela em Wierzchownia (povoação de Verkhivnia) para uma igreja em Berdyczów (cidade de Berdychiv, hoje na Ucrânia) e se casaram. Essa jornada durou 10 horas e resultou em pés inchados na noiva e problemas cardíacos no noivo.
Embora tenha se casado tarde, Balzac já havia escrito dois tratados sobre o casamento: Physiologie du Mariage e Scènes de la Vie Conjugale. Ambas as obras sofreram com a falta de conhecimento de primeira mão; como dizem alguns críticos, "Cœlebs não pode falar de casamento com muita autoridade". Em abril, o casal recém-casado partiu para Paris. A saúde de Balzac piorou durante o percurso e Ewelina escreveu à sua filha que o marido estava "em estado de extrema fraqueza" e "suando em bicas". Chegaram na capital em 20 de maio, no quinquagésimo primeiro aniversário de Balzac.

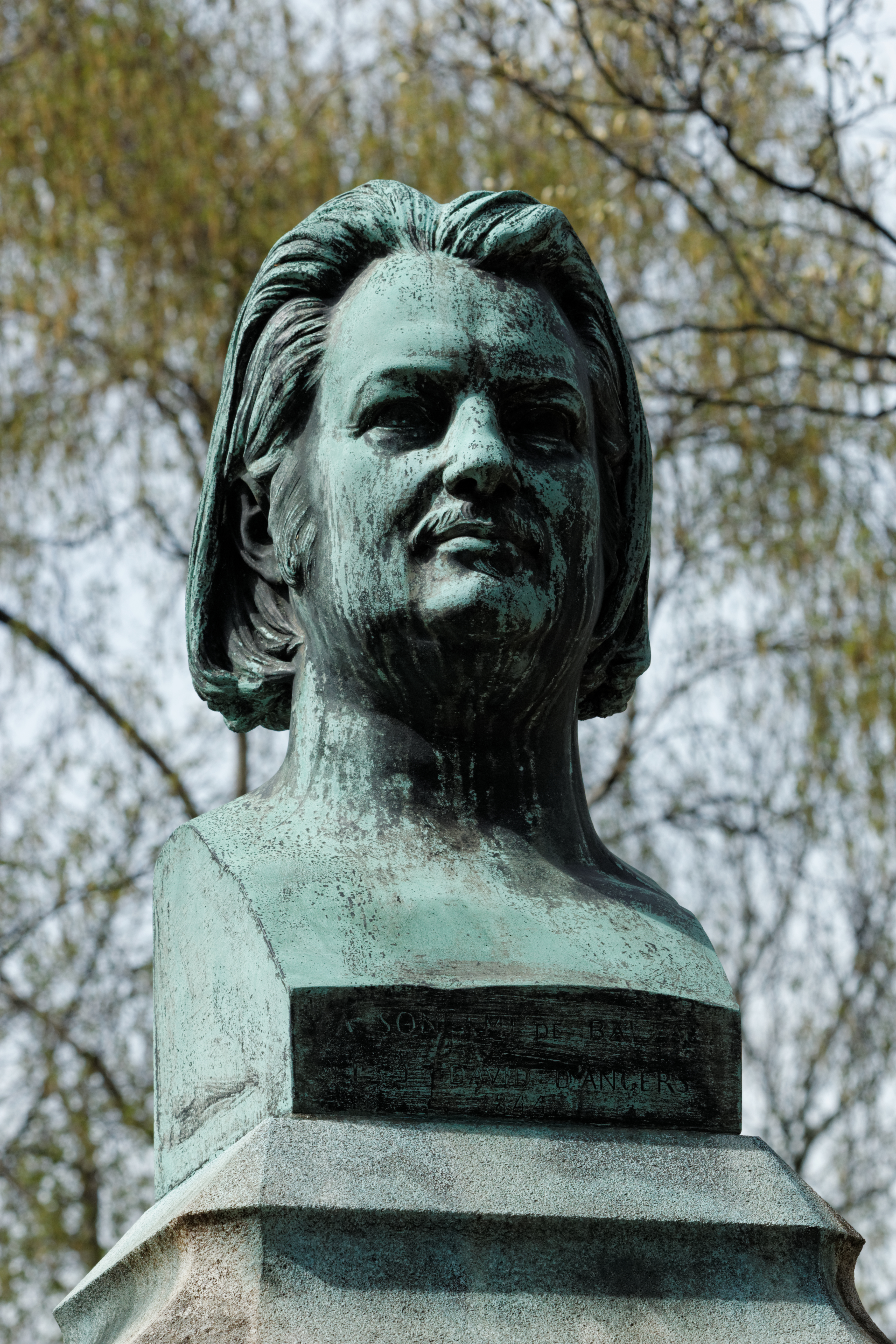
Monumento a Balzac no Cimetière du Père-Lachaise.

Cinco meses depois do casamento, em 18 de agosto, Balzac morreu. Sua mãe era a única pessoa que estava com ele, quando faleceu; Mme. Hańska tinha ido para a cama. Naquele dia, ele fora visitado por Victor Hugo, que mais tarde serviu como acompanhante do funeral e que também se encarregou do elogio fúnebre no cemitério.
Balzac está enterrado no Cimetière du Père Lachaise em Paris. "Hoje", proferiu Hugo na cerimônia, "nós temos um povo de preto por causa da morte de um homem de talento; uma nação em luto por um homem de gênio". O funeral foi assistido por "quase todos os escritores de Paris", incluindo Frédérick Lemaître, Gustave Courbet, Dumas père e Dumas fils. Mais tarde, Auguste Rodin criou uma estátua monumental em homenagem a Balzac, e que hoje em dia fica próxima do cruzamento da Boulevard Raspail e Boulevard du Montparnasse. Rodin também retratou o autor das comédias humanas em diversas outras esculturas menores.

## Estilo
A Comédie Humaine ficou inacabada à época de sua morte — Balzac tinha planos de incluir nesta coleção vários outros livros, a maioria dos quais ele não havia sequer iniciado. Viajava muito durante o processo dos livros, e as obras "completas" às vezes eram revisadas entre diferentes edições. Este estilo reflete a própria vida do autor, que sempre foi uma tentativa de estabilização através de suas ficções. "O homem que constantemente desaparece", escreveu V. S. Pritchett, "e que deveria ser perseguido da rua Cassini à… Versailles, Ville d'Avray, Itália, e Viena só poderia construir uma habitação fixa no seu trabalho".

### Realismo
O uso excessivo que Balzac faz dos detalhes, especialmente os detalhes de objetos, para ilustrar a vida de suas personagens, fez com que ele fosse um dos pioneiros do realismo literário. Embora admirasse e fosse inspirado pelo estilo romântico de autores como o escocês Walter Scott, procurou em sua obra retratar a existência humana através do uso de particularidades. No prefácio da primeira edição de Scènes de la Vie privée, ele escreveu: "O autor acredita firmemente que os detalhes apenas passarão a determinar o mérito das obras…". Entre os detalhes mais comuns em Balzac estão descrições às vezes minuciosas de decorações, roupas, e posses, que ajudam a conhecer melhor as personagens. Um exemplo notável são as descrições da Pension Vauquer em Le Père Goriot, em que o papel de parede da pensão reflete a identidade interior dos seus moradores, inspirado num amigo pessoal do autor, Hyacinthe de Latouche, que tinha conhecimento sobre suspensão de papéis de parede.
Há críticos que consideram a escrita de Balzac um notável exemplo do naturalismo — uma forma mais pessimista e analítica do realismo, que busca explicar o comportamento humano como intrinsecamente relacionado ao meio. Émile Zola declarou certa vez que Balzac era o pai da novela naturalista. Em outra ocasião, este autor francês disse que, enquanto os românticos viam o mundo através de lentes coloridas, o naturalista vê o mundo através de um vidro transparente — precisamente o tipo de efeito que Balzac se esforçava para alcançar em suas obras.

#### Personagens
Balzac procurava retratar seus personagens como pessoas reais, nem totalmente boas nem totalmente más, mas plenamente humanas. "Para chegar à verdade", escreveu no prefácio de Le Lys dans la vallée, "os escritores usam de qualquer artifício literário que pareça capaz de dar a maior intensidade de vida possível a seus personagens". Alguns críticos de fato escrevem que "os personagens de Balzac eram tão reais para o autor que era como se ele estivesse observando-os no mundo externo". Essa realidade foi observada pelo autor inglês Oscar Wilde, que certa vez disse: "Uma das maiores tragédias de minha vida foi a morte de Lucien de Rubempré [protagonista de Illusions Perdues]… Isso me assombra nos momentos de prazer. Eu me recordo disso quando dou risada".
E, ao mesmo tempo, seus personagens representam uma variedade de tipos sociais; o nobre soldado, o malandro, o operário orgulhoso, o espião destemido, a amante sedutora, entre outros. Não por acaso, como se vê, a sua Comédie Humaine é dividida em cenas: "da vida privada", "da vida de província", "da vida parisiense", "da vida política", "da vida militar" e "da vida do campo". Uma das provas de habilidade do autor foi saber equilibrar a força individual dessas personagens com a representação de seu tipo social. Um crítico explicou que "há um centro e uma circunferência no mundo de Balzac".

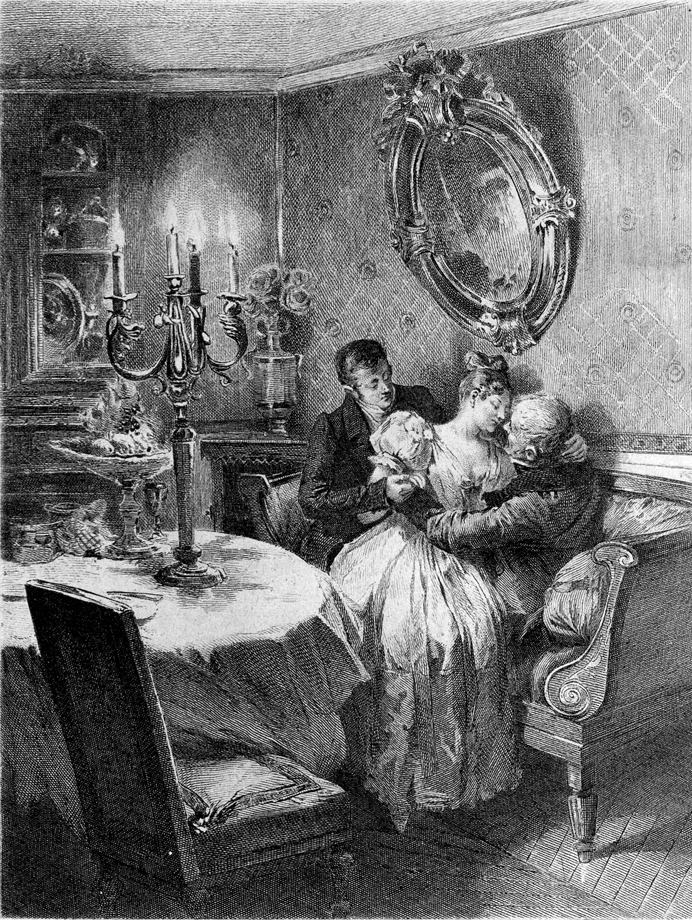
Ilustração de 1897 para Le Père Goriot.

Seu uso repetitivo de personagens (muitos dos quais entram e saem nos diversos livros da Comédie) reforça a sua representação realista. "Quando os personagens reaparecem", observa Rogers, "eles não saem do nada; emergem a partir da privacidade de suas próprias vidas que, por um intervalo, não fomos autorizados a ver". Balzac também utilizou uma técnica realista que o romancista francês Marcel Proust posteriormente denominou "iluminação retrospectiva", no qual o passado de um personagem é revelado muito tempo depois dele ou dela aparecer pela primeira vez.

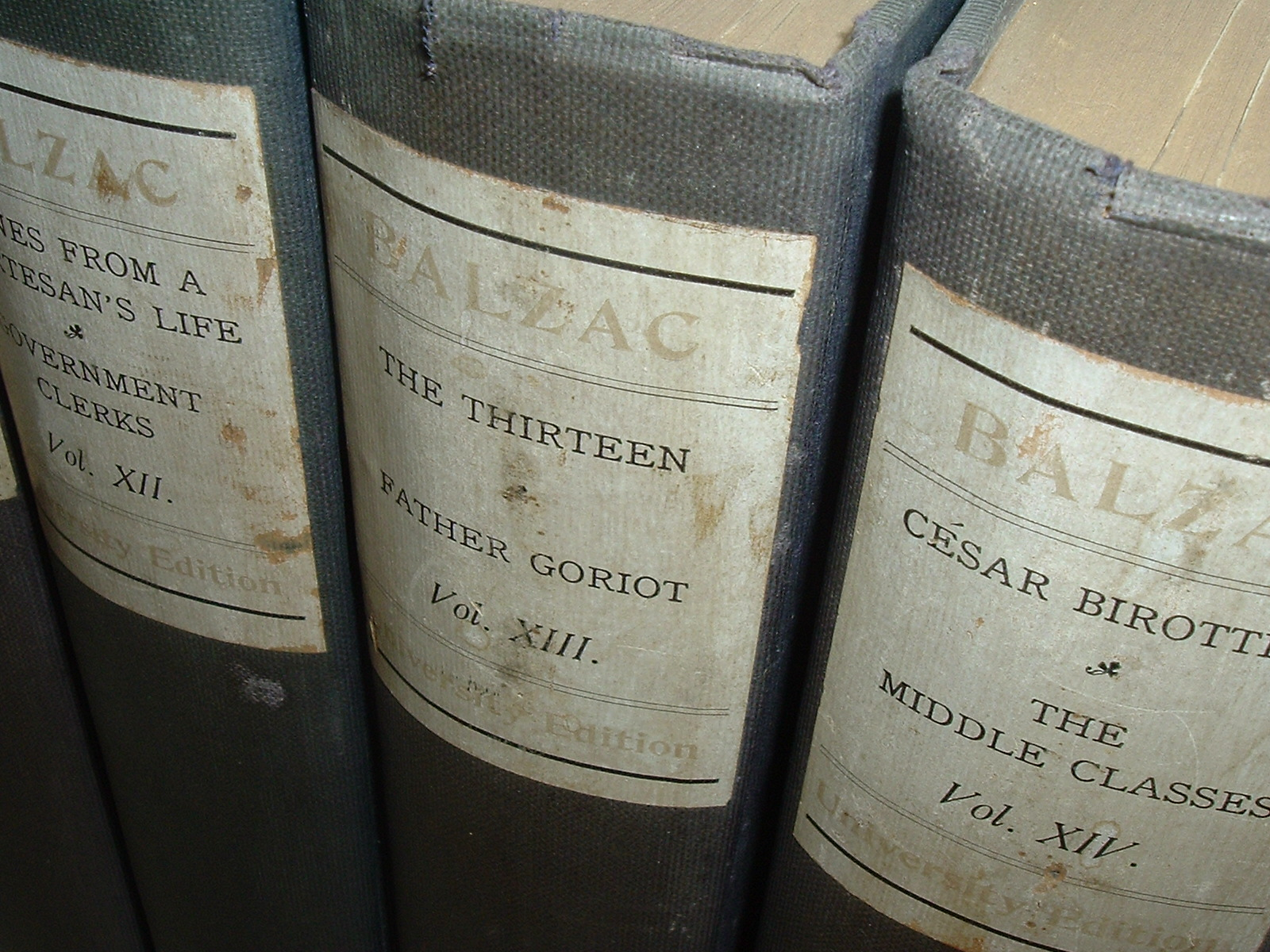
Edição de 1901 de The Works of Honoré de Balzac.

Uma reserva quase infinita de energia impulsiona os personagens dos romances de Balzac. Lutando contra as correntes da natureza humana e da sociedade, eles podem perder mais vezes do que ganhar — mas só raramente desistem. Este traço universal humano reflete a disputa do próprio Balzac contra sua família e a sociedade, e um interesse pelo físico e místico austríaco Franz Mesmer, pioneiro no estudo do magnetismo animal. Balzac falava muitas vezes de uma "força de nervos e fluidos" entre os indivíduos, e o declínio de Raphaël Valentin em La Peau de Chagrin exemplifica o perigo de se afastar da companhia de outras pessoas.

#### Lugares
As representações da cidade, do interior, das construções, eram essenciais no realismo de Balzac e muitas vezes serviram para pintar um cenário naturalista em seus livros por onde a vida das personagens seguiria seu curso particular. Isso lhe rendeu a reputação de naturalista. Para se ter uma ideia, alguns detalhes intrincados sobre locais por vezes se estendem por cerca de quinze ou vinte páginas. Assim como fazia com as pessoas a seu redor, Balzac estudava com profundidade esses lugares, viajando para locais remotos e realizando notas de levantamento que tinha feito em visitas anteriores.
A influência da cidade de Paris permeia quase todas as páginas de La Comédie. A natureza ocupa um lugar de volta à metrópole artificial, em contraste com as representações do tempo e da vida selvagem no meio rural. "Se em Paris", escreve Rogers, "estamos em uma região feita pelo homem, onde até as estações do ano são esquecidas, essas cidades do interior são quase sempre retratadas em seu ambiente rural". O próprio Balzac já havia escrito que "as ruas de Paris possuem qualidades humanas e não podemos nos afastar das impressões que elas causam nas nossas mentes". O foco da Comédie Humaine em Paris é a chave de ouro que coloca Balzac como um autor realista. "O realismo não é nada se não for urbano", anota o crítico Peter Brooks; a cena do jovem ambicioso que vai à cidade grande para encontrar a sua tão sonhada e prometida fortuna é onipresente no romance realista, e aparece frequentemente nas obras de Balzac, vide Ilusões Perdidas.

### Perspectiva
O humor literário de Balzac evoluiu com o tempo, passando de desanimado e decepcionado a solidário e corajoso — mas nunca otimista. Entre seus primeiros romances, La Peau de Chagrin é um conto pessimista da confusão e destruição. Mas o cinismo caiu assim que sua obra avançou e as personagens de Illusions Perdues, por exemplo, revelam simpatia com aqueles que são deixados à margem social. A evolução do romance no século XIX como "democrática forma literária" propiciou a Balzac a afirmação de que "les livres sont faits pour tout le monde," ("livros são escritos para todo o mundo").
Era preocupado predominantemente com o mais escuro da natural essência humana e a influência corrupta das sociedades média e alta. Representou a humanidade em seu estado mais representativo, e frequentemente passava incógnito entre as massas da sociedade parisiense para fazer pesquisas. Usou incidentes de sua própria vida e da vida das pessoas a seu redor em diversas obras, como Eugénie Grandet e Louis Lambert.

### Política
Honoré de Balzac era um monarquista altamente conservador; de diversas formas, ele pode ser visto como o antípoda do republicanismo democrático de Victor Hugo. Desde Le Dernier Chouan (1829), que depois se transformaria em Les Chouans (1829, na tradução brasileira A Bretanha), Balzac denunciou ou abordou os problemas do dinheiro, da usura, da hipocrisia familiar, da constituição dos verdadeiros poderes na França liberal burguesa e, ainda que o meio operário não apareça diretamente em suas obras, discorreu sobre fenômenos sociais a partir da pintura dos ambientes rurais, como em Os Camponeses, de 1844. Não obstante, a sua aguçada percepção quanto às condições da classe trabalhadora fez com que ganhasse estima de muitos socialistas e marxistas; era o autor favorito de Engels.

## Legado

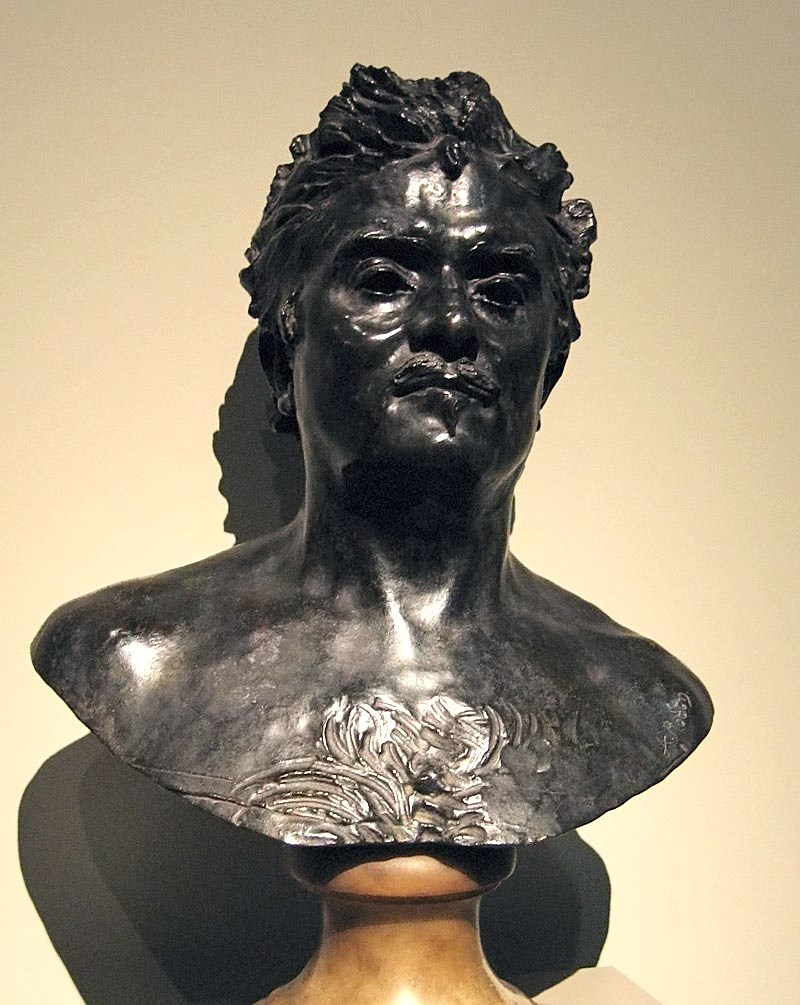
Busto de Balzac por Auguste Rodin (1892), disponível no Victoria and Albert Museum.

Honoré de Balzac influenciou significativamente escritores de seu tempo e das próximas gerações. Muitos críticos das mais variadas nações atribuem os seus grandes autores como seus Balzacs; Charles Dickens, por exemplo, já foi chamado de "o Balzac inglês" e de fato o autor francês teve certa influência nele. Certos críticos denominam Manuel Antônio de Almeida o "Balzac brasileiro", enquanto o Frankfurter Allgemeine Zeitung já reservou tal título ao mais recente Jorge Amado. Machado de Assis também sofreu forte influência de Balzac em seus primeiros escritos realistas. No entanto, ele rompe com a narrativa linear e principalmente com os narradores à modelo de Balzac, Zola e Flaubert, que desapareciam por detrás da objetividade narrativa, e assim escreveu seus grandes romances, como Dom Casmurro e Memórias Póstumas de Brás Cubas, com narradores cínicos e que merecem desconfiabilidade, sem, absolutamente, desprezar o caráter social e pessimista que também se encontra em Balzac. De fato, muitos críticos já escreveram aproximações sobre ambos, entre elas uma observação das influências das mulheres balzaquianas nas mulheres de Machado, especialmente Capitu e a A Mulher de Trinta Anos. Dos realistas, contudo, Machado dizia: "Voltemos os olhos para a realidade, mas excluamos o realismo; assim não sacrificaremos a verdade estética". Quanto aos detalhes excessivos presentes em Balzac e em naturalistas como Eça de Queirós, criticou: "essa pintura, esse aroma de alcova, essa descrição minuciosa, quase técnica, das relações adúlteras, eis o mal".
Eça de Queirós, por sua vez, admirava a Comédie tanto quanto Camilo Castelo Branco. Este escreveu um conjunto de oito narrativas a que deu o nome de Novelas do Minho (1875-1877), explicitamente influenciado em Balzac, enquanto o primeiro escrevia Cenas da Vida Portuguesa, ciclo de romances destinados a retratar a sociedade portuguesa, após o estabelecimento do liberalismo em Lisboa, Portugal, dos quais vieram à luz Os Maias e A Capital, à imagem das cenas sociais que o autor francês fazia de sua França e Paris.
Gustave Flaubert também foi substancialmente influenciado pela escrita de Balzac. Elogiando seu retrato da sociedade, enquanto atacava seu estilo de prosa, certa vez escreveu: "Que homem ele teria sido caso soubesse escrever!". Enquanto desdenhava o rótulo de "realista", Flaubert claramente se focava na atenção de Balzac aos detalhes e em suas descrições da vida "nua e crua" da burguesia. Tal influência se mostra na obra L'education sentimentale de Flaubert, que possui uma dívida com as Illusions Perdues. "Aquilo que Balzac começou", escreveu um crítico, "Flaubert ajudou a terminar".
De maneira semelhante, Marcel Proust também aprendeu com o exemplo realista, e fazia estudos cuidadosos de sua obra, embora tenha criticado o que veio a chamar de "vulgaridade" de Balzac. No entanto, seu À la recherche du temps perdu utiliza um exemplo na ancestral história de Balzac chamada Une Heure de ma Vie (Uma Hora da Minha Vida, 1822), em que segue em detalhes reflexões pessoais profundas. Mais tarde, contudo, em sua maturidade, Proust chamou de "loucura" a moda contemporânea de comparar Balzac com Tolstói. O romancista norte-americano Henry James, por sua vez, talvez tenha sido o mais afetado por Balzac que todos os outros aqui já citados; escreveu quatro ensaios derramando elogios sobre ele (em 1875, 1877, 1902 e 1913), e num desses escritos afirmava: "Grande como Balzac é, ele é todo de uma peça e permanece na perfeição". James se esforçava para manter as motivações psicológicas em detrimento de exibições históricas em suas novelas, e isso aprendeu com Balzac. Ambos os autores utilizaram a forma do romance realista para sondar as maquinações da sociedade e da miríade dos motivos do comportamento humano.
A visão de Balzac de uma sociedade na qual o dinheiro, as classes e as ambições pessoais são os principais intervenientes foi endossada por críticos de ambas as tendências de esquerda e direita política. O marxista Friedrich Engels escrevia: "Aprendi mais com Balzac do que com todos os outros profissionais, historiadores, economistas e estatísticos juntos". Recebeu elogios de críticos tão diversos como Walter Benjamin e Camille Paglia. Em 1970, Roland Barthes publicou S/Z, detalhada análise sobre a história Sarrasine e uma obra-chave na crítica literária estruturalista. Balzac também tem influenciado a cultura popular. Muitas de suas obras têm sido adaptadas para o cinema, como Cousin Bette de 1998, estrelando Jessica Lange. Ele também é incluído de maneira significativa no filme The 400 Blows (1959) de François Truffaut. Como roteirista, Truffaut creditava Balzac e Proust como os maiores escritores de toda a França.

## Lista de obras
| Tragédia em versos - Cromwell (1819) Inconclusas por conta da morte - Le Corsaire (ópera) - Sténie - Falthurne - Corsino Publicadas em pseudônimo Como "Lord R'Hoone", em colaboração - L'Héritière de Birague (1822) - Jean-Louis (1822) Como "Horace de Saint-Aubin" - Clotilde de Lusignan (1822) - Le Centenaire (1822) - Le Vicaire des Ardennes (1822) - La Dernière Fée (1823) - Annette et le Criminal (Argow le Pirate) (1824) - Wann-Chlore (1826) Publicadas anonimamente - Du Droit d'aînesse (1824) - Histoire impartiale des Jésuites (1824) - Code des gens honnêtes (1826) Contos - Contes drolatiques (1832–37) - La Grande Bretèche - Um Episódio de Terror | Títulos selecionados da La Comédie Humaine - Les Chouans (1829) - A Mulher de Trinta Anos (1829-1842) - Sarrasine (1830) - La Peau de chagrin (1831) - Le Chef-d'œuvre inconnu (1831) - Le Colonel Chabert (1832) - Le Curé de Tours (1832) - La Fille aux yeux d'or (1833) - Eugénie Grandet (1833) - Le Contrat de mariage (1835) - Le Père Goriot (1835) - Le Lys dans la vallée (1835) - La Rabouilleuse (1842) - Illusions perdues (I, 1837; II, 1839; III, 1843) - La Cousine Bette (1846) - Le Cousin Pons (1847) - Esplendores e Misérias das Cortesãs - no original Splendeurs et misères des courtisanes (1847) Peças - L'École des ménages (1839) - Vautrin (1839) - Les Ressources de Quinola (1842) - Paméla Giraud (1842) - La Marâtre (1848) - Mercadet ou le faiseur (1848) |